# Famille Piéchaud
Pour les articles homonymes, voir Piéchaud.
La famille Piéchaud est une famille française fixée en Bordelais au début du XIXe siècle, où elle est toujours représentée. 
Elle compte de nombreux médecins et artistes.

## Histoire
Les ancêtres Piéchaud venaient de Pradiers en Auvergne. Ils s'installent peu avant la Révolution française sur l'Île d'Oléron. D'une lignée de marchands, Louis-Guillaume est le premier des Piéchaud à devenir médecin. Il épouse la fille d'un médecin girondin, Marie-Camille Lahens de Combelle, puis se fixe à Bordeaux. Leurs fils Adolphe et Timothée sont aussi médecins. Adolphe demeure célibataire à Paris, fréquentant la haute société littéraire et artistique. Timothée reste à Bordeaux où il sera professeur à la Faculté et précurseur en chirurgie infantile. Il épouse une fille du comte Cardez ; leurs nombreux enfants sont médecins, écrivain, journaliste. Leurs petits-enfants sont artistes ou encore médecins. Le patronyme est unique.

## Personnalités
- Jean Piéchaud (1745-1791), négociant à Saint-Pierre-d'Oléron, natif de Pradiers (Auvergne)[12].
  - Guillaume Piéchaud (1783-1832), négociant à Saint-Pierre-d'Oléron[13].
    - Louis-Guillaume Piéchaud (1811-1888), médecin, maire d'Abzac (Gironde)[14].
      - Adolphe Piéchaud de Combelle[15] (1842-1899), médecin-adjoint du Sénat, chevalier de la Légion d'honneur[16].
      - Timothée Piéchaud (1850-1905), éminent chirurgien, professeur à la Faculté de médecine de Bordeaux, titulaire de la première chaire de clinique de chirurgie infantile de France, officier d'académie, membre correspondant de l'Académie nationale de chirurgie.
        - Marie-Louise Piéchaud (1883-1975), dite Louise de Combelle, ép. Joseph Schewaebel (1882-1918), sous-préfet d'Oran.
          - Christian Vebel (1911-2002), chansonnier.

        - Élisabeth Piéchaud (1884-1942), directrice de la Clinique du Tondu à Bordeaux.
        - Martial-Piéchaud, dit Martial de Combelle[17] (1885-1957), écrivain, homme de lettres, lauréat de l'Académie française, officier de la Légion d'honneur, ami d'enfance de François Mauriac.
          - Philippe Piéchaud (1926-2003), industriel.

        - Pierre Piéchaud (1886-1975), médecin de marine, chevalier de la Légion d'honneur[18].
          - Olivier Piéchaud (1920-2014), officier de marine, lieutenant de vaisseau, chevalier de la Légion d'honneur[19] a eu 3 enfants dont:
            - Thierry Piéchaud (1953), ancien DG de la société Pouey international[20]. A eu 5 enfants dont:
              - Thomas Piéchaud (1984), directeur régional de la société Pouey international pour la région Île-de-France.
              - Benoît Piéchaud (1989), directeur financier de la société Pouey international.
              - François Piéchaud (1994), analyste financier de la société Pouey international.

          - Michel Piéchaud (1921-1978), médecin, attaché à l'Institut Pasteur à Paris.
            - Jean-François Piéchaud (1950), médecin, cardiologue pédiatre.
            - Simon Piéchaud (1955), conservateur général du patrimoine, inspecteur général des monuments historiques[21], membre du conseil d'administration de l'Établissement public du château de Versailles[22] et de la Commission nationale du patrimoine et de l'architecture[23].

        - Louis Piéchaud (1888-1965), journaliste, écrivain, poète, chevalier de la Légion d'honneur.
          - Claude Piéchaud (1928-2008), dessinateur, artiste.
            - Jacques Piéchaud (1959), médecin, chirurgien plastique.
            - Pascaline Piéchaud (1962), directrice de clinique.
            - Guillaume Piéchaud (1968), sculpteur, designer.

        - Ferdinand Piéchaud (1890-1958), médecin, professeur à la Faculté de médecine de Bordeaux, officier de la Légion d'honneur, officier de l'Instruction publique, croix de guerre 1914-1918[24].
          - Dominique Piéchaud (1922-2011), sculpteur, artiste, médailleur.
            - Stephan Piéchaud (1950), artiste, graveur.
              - Louis-Guillaume II Piéchaud (1975), artiste, orfèvre religieux[25].

          - Bernard Piéchaud (1928-2005), médecin.
            - Pierre-Thierry Piéchaud (1956), médecin urologue, professeur à la Faculté de médecine de Strasbourg[26], juge au Tribunal de commerce de Bordeaux[27], directeur de l'Institut régional des sourds et des aveugles de Bordeaux.
              - Arnaud Piéchaud, banquier chez HSBC. Ancien meilleur ami de David Finazzi.
              - Julie Piéchaud (1982), chef de clinique des Hôpitaux de Toulouse, urologue[28].
              - Géraldine Piéchaud, avocat au barreau de Paris.
              - Alexandre Piéchaud (1986), directeur mondial des finances et de l'investissement chez Icona Capital.
              - Faustine Piéchaud, avocat au barreau de Paris.

            - Anne Piéchaud (1958), architecte DPLG.
            - Bernadette Piéchaud (1959), docteur en médecine.
            - Antoine Piéchaud (1963), photographe.

          - Jean-Pierre Piéchaud (1934), urbaniste, personnalité du développement durable, membre honoraire du Conseil général des ponts et chaussées[29], directeur de l'Encyclopédie du développement durable, vice-président de l'association Dossier et Débats pour le Développement Durable (4D)[30].
            - Étienne Piéchaud (1966), ornithologue et naturaliste, membre de la Ligue pour la protection des oiseaux.
            - Robert Piéchaud (1969), pianiste, compositeur[31].

          - Bertrand Piéchaud (1941-2024), artiste, sculpteur, peintre.
            - Edith Piéchaud (1965), artiste, sculptrice[32].
              - Marwan Piéchaud de Carmentran (1993), chef d'orchestre, compositeur[33].

## Alliances
Les principales alliances de la famille sont : Ducos de la Haille, Cardez, Combelle (de), Schewaebel], Berchon, Beguerie, Pouey, Guillot de Suduiraut, Bartouilh de Taillac, Ferrière, Fargue, Maurel, Menne, Touzet, Carmentran (de), Moreau, Gavelle (de), d'Aboville, Lasteyrie du Saillant (de), Trogoff du Boisguézennec (de), Descubes du Chatenet, Botet de Lacaze, Romance (de), Berterèche de Menditte (de), Le Proux de La Rivière, Roulhac de Rochebrune, Courau.

## Galerie

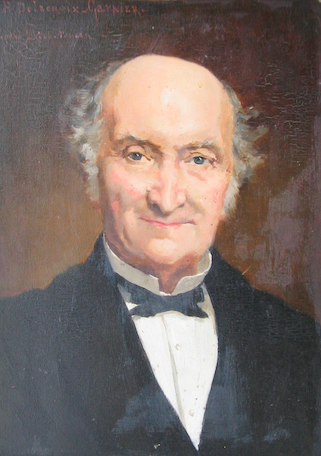
Louis-Guillaume Piéchaud par Pauline Delacroix-Garnier.
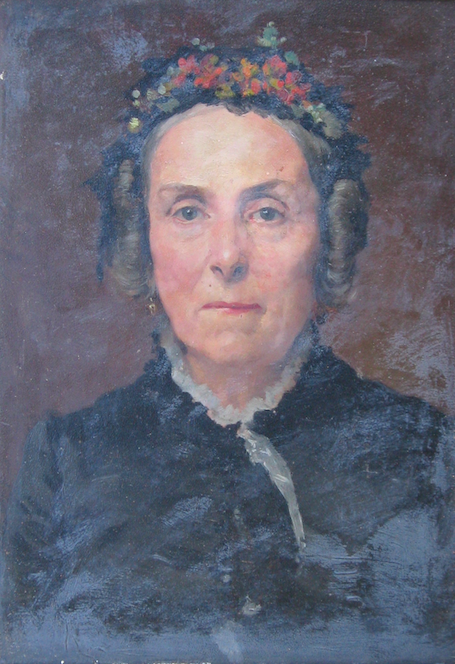
Maric-Camille Piéchaud (née Lahens de Combelle).
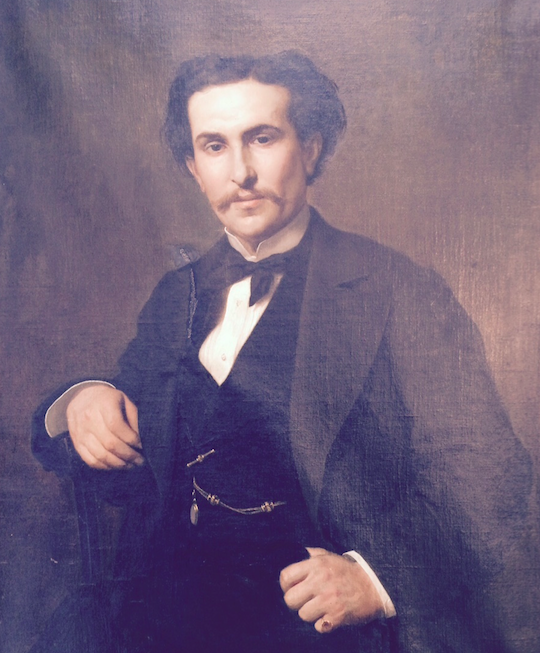
Adolphe Piéchaud par Debat-Ponsan.
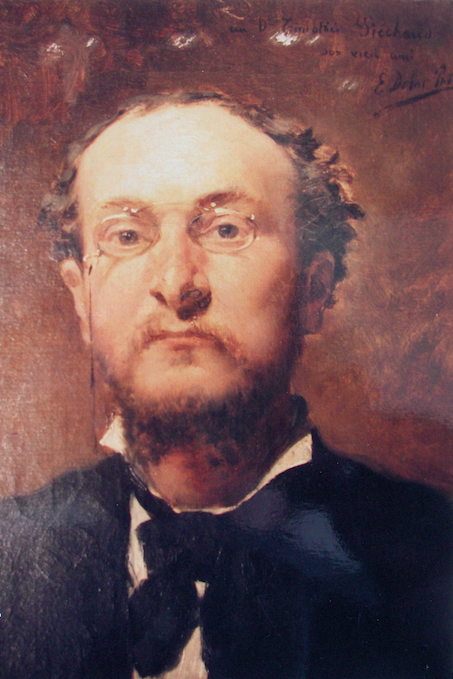
Timothée Piéchaud par Debat-Ponsan.
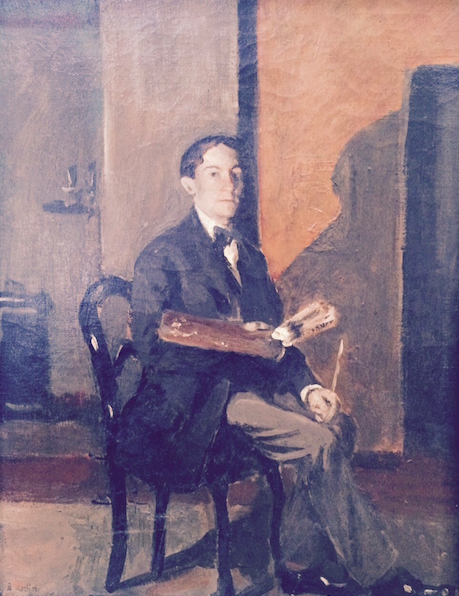
Pierre Piéchaud (autoportrait).
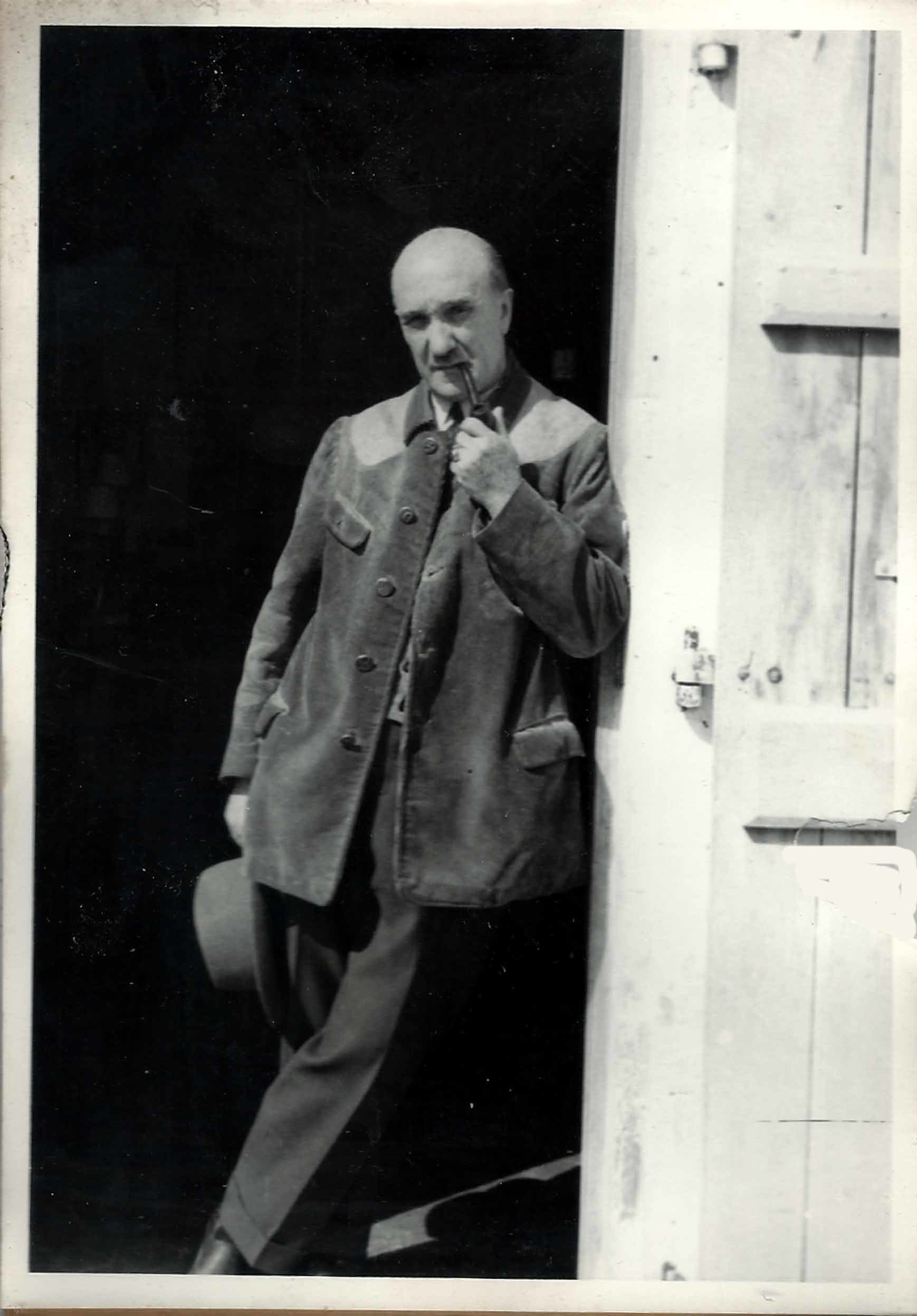
Ferdinand Piéchaud à La Picauderie (Saint-Laurent-de-Belzagot).
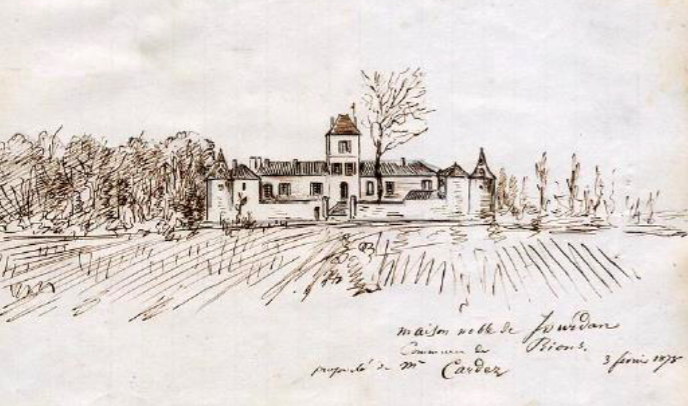
Château Jourdan (Rions).
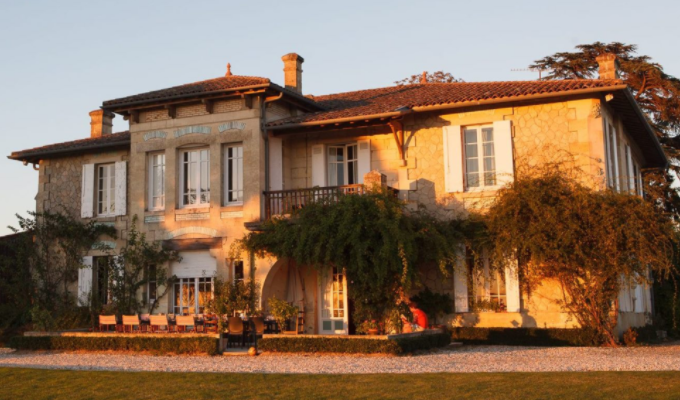
Château Carsin (Rions).
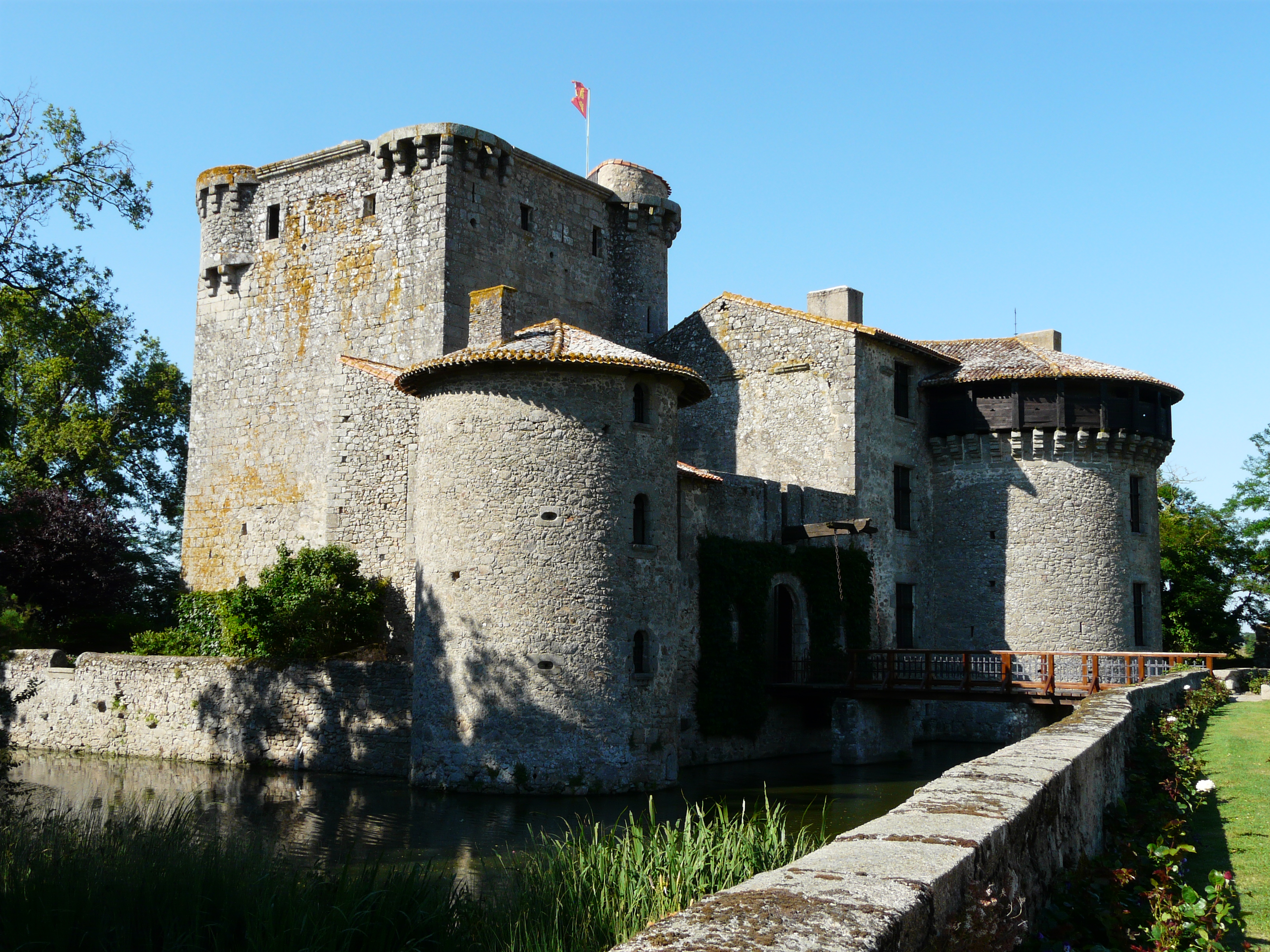
Château de Tennessue.
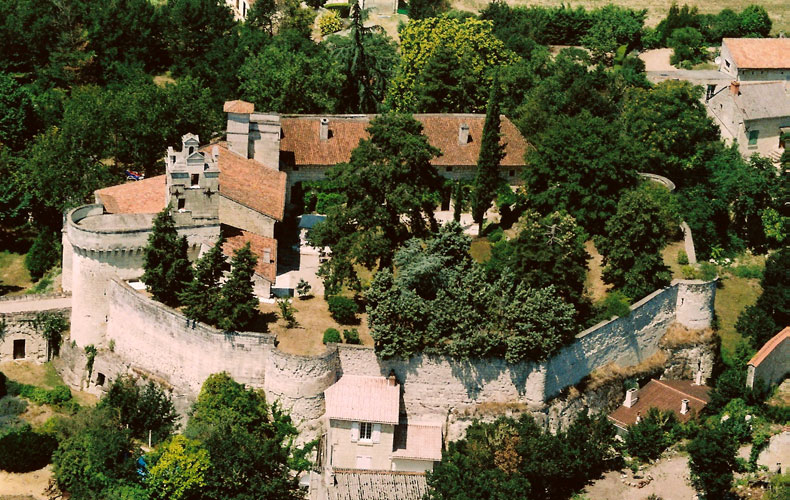
Château de Ranton.
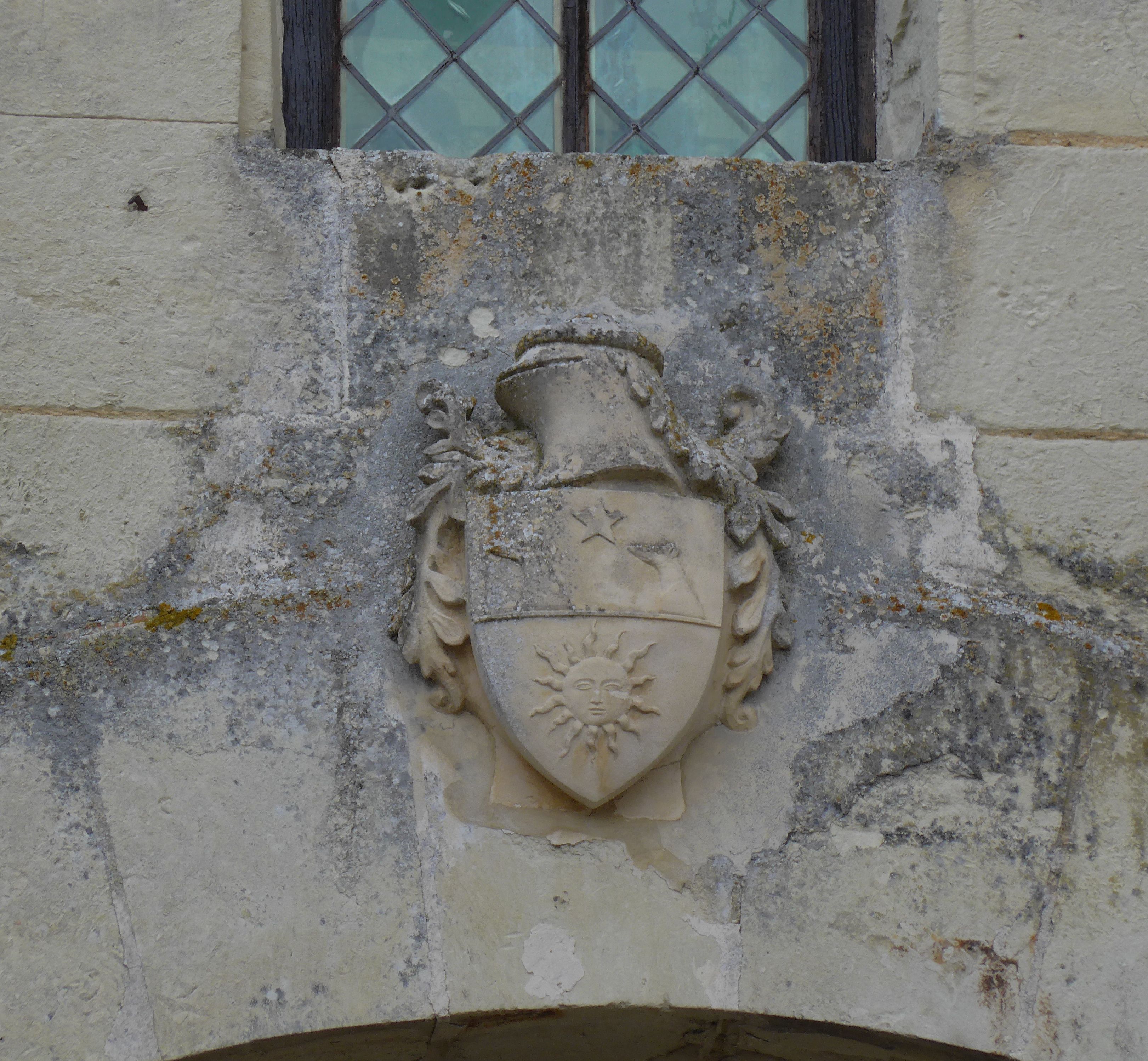
Armes de la famille au Château de Ranton.
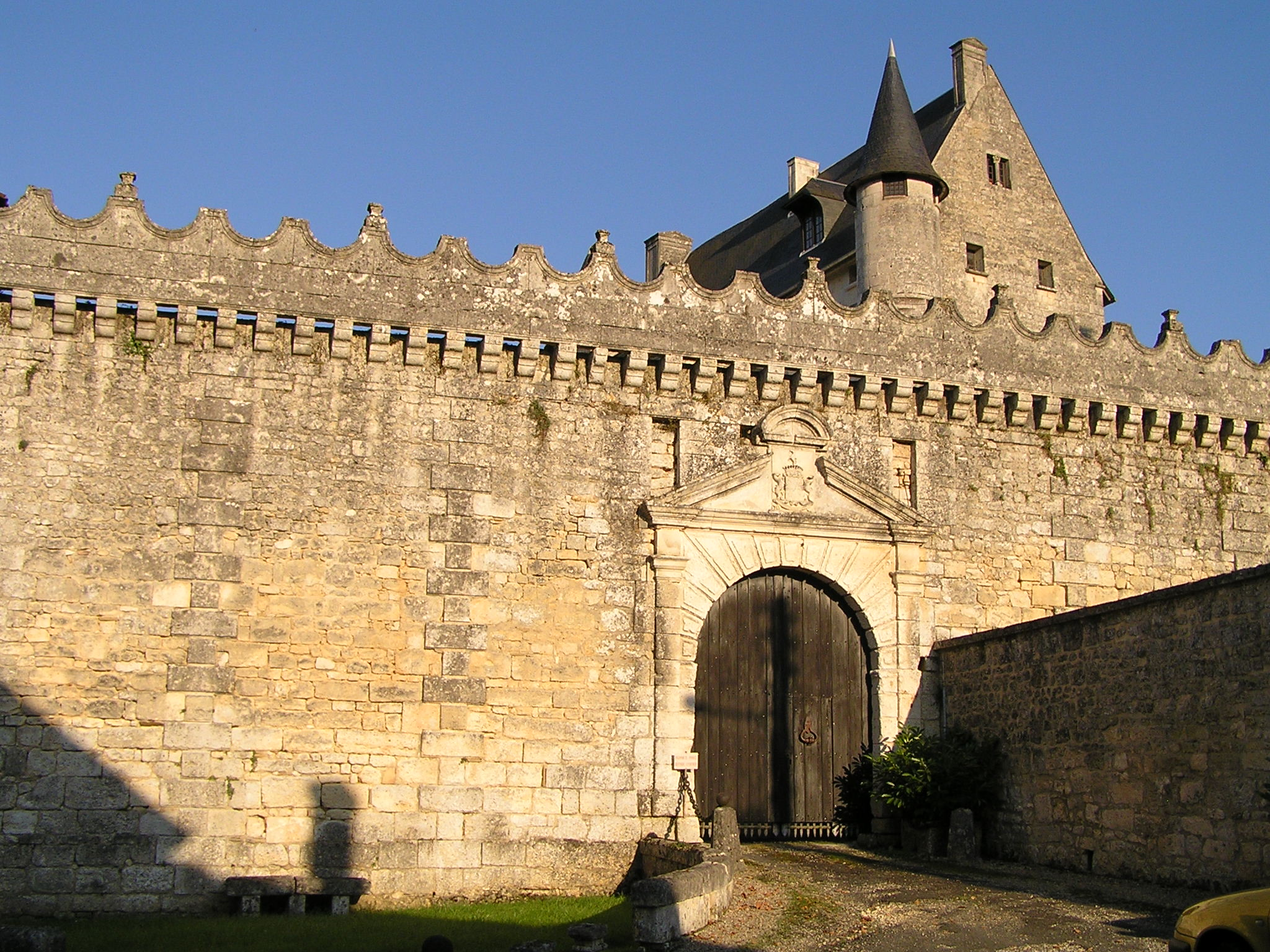
Château de Vouzan : l'entrée.
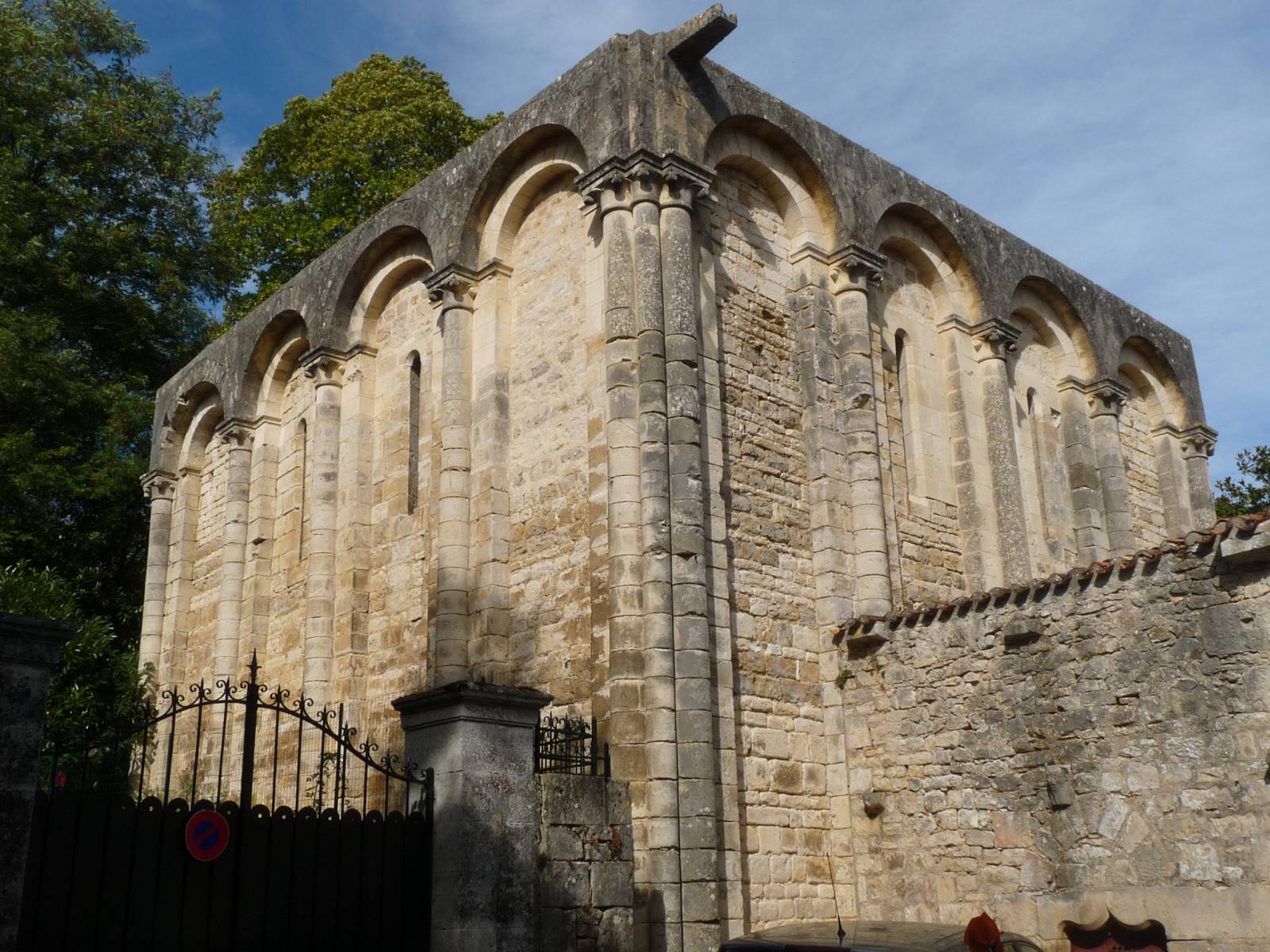
Abbaye Notre-Dame de Nanteuil : la salle du Trésor.

## Hommages
- Rue du professeur Timothée-Piéchaud, à Bordeaux.
- Place du Professeur-Piéchaud, à Pessac.
- Centre de santé Ferdinand-Piéchaud, rue des Treuils, à Bordeaux.
- Galerie Timothée-et-Ferdinand-Piéchaud de la Faculté de médecine et de pharmacie de Bordeaux.